# Serapicamptis correvonii
Serapicamptis correvonii là một loài thực vật có hoa trong họ Lan. Loài này được (E.G.Camus & A.Camus) J.M.H.Shaw mô tả khoa học đầu tiên năm 2005.